# Gare d’Assat
Gare d’Assat vasútállomás Franciaországban, Assat településen.

## Vasútvonalak
Az állomást az alábbi vasútvonalak érintik:
- Toulouse–Bayonne-vasútvonal

## Kapcsolódó állomások
A vasútállomáshoz az alábbi állomások vannak a legközelebb:
- Gare de Pau
- Gare de Coarraze - Nay